# ستيفن إيرل جونز
ستيفن إيرل جونز (بالإنجليزية: Steven Earl Jones)‏ هو فيزيائي أمريكي، ولد في 25 مارس 1949 في أيداهو في الولايات المتحدة.

## وصلات خارجية
- ستيفن إيرل جونز على موقع IMDb (الإنجليزية)
- ستيفن إيرل جونز على موقع قاعدة بيانات الفيلم (الإنجليزية)